# Shapp och Klack
Shapp och Klack (ryska: Шапокля́к, Sjapoklják) är en sovjetisk dockanimerad kortfilm regisserad av Roman Katjanov baserad på boken av Eduard Uspenskij Otpusk Krokodila Geny (Krokodilen Genas utflykt) och släpptes av filmstudion Sojuzmultfilm den 18 juli 1974. Filmen är en uppföljare till Drutten (1971).

## Handling
Krokodilen Gena och Drutten åker på semester till havet med tåg nummer 8 mellan "Moskva — Jalta", men Shapoklack stjäl deras biljetter och plånbok. Därför släpps vännerna av vid nästa station, 20 mil från Moskva.
På vägen hem längs spåret träffar Gena, Drutten och Shapoklack på några tjuvjägare. Väl bestämda att motverka tjuvjägarnas verksamhet lägger Shapoklack ut socker i deras läger och planterar på så sätt myror i deras tält. Drutten och Gena träffar på några barn från en by i närheten som är jättesmutsiga på grund av att det lokala sågverket förgiftar badvattnet i floden. Direktören för sågverket beslutar att gräva ner röret i marken vilket inte hjälper så Gena täpper igen röret istället. Väl nere i vattnet fastnar Gena i tjuvjägarnas nät och de drar upp honom.
Shapoklack lämnar tillbaka alla saker hon stulit från Gena och Drutten och de liftar tillsammans tillbaka till Moskva på taket till en personvagn.

## Rollista
- Vasilij Livanov — krokodilen Gena
- Irina Mazing — Shapoklack
- Klara Rumjanova — Drutten
- Vladimir Ferapontov — konduktör / tjuvjägare / fabrikschef / Gena (sång)

## Filmteam
- Manusförfattare — Eduard Uspenskij, Roman Katjanov
- Regissör — Roman Katjanov
- Produktionsdesigner — Leonid Sjvartsman
- Fotograf — Aleksandr Zjukovskij, Teodor Bunimovitj
- Kompositör — Vladimir Sjainskij
- Ljudtekniker — Georgij Martynjuk
- Animatörer — Maja Buzinova, Natalja Dabizja, Jurij Norsjtejn, Pavel Petrov, Boris Savin
- Klippare — Nadezjda Tresjtjova
- Redaktör — Natalja Abramova
- Dockor och rekvisita av — Vladimir Alisov, Lilianna Ljutinskaja, Svetlana Znamenskaja, Semjon Etlis, Oleg Masainov, Alexander Sjirtjkov, Marina Tjesnokova
- Under ledning av — Roman Gurov
- Producent — Natan Bitman

## Musik
Serien innehåller sånger och musik av kompositören Vladimir Sjainskij baserad på dikter av Eduard Uspenskij:
- "V Podmoskovje vodjatsia lesjtji" (Det finns braxar i Moskvaområdet)
- "Goluboj vagon" (Blå tåget)

## Utgivning
Filmen gavs ut i Sverige 2005 på DVD av Pan Vision tillsammans med Krokodilen Gena, Drutten, och Drutten i skolan under titeln Originalserien med Drutten & Krokodilen.